# Faisal Al-Dakhil
Faisal Al-Dakhil (àrab: فيصل الدخيل)  (Al-Kuwait, 13 d'agost de 1957) és un exfutbolista kuwaitià de la dècada de 1980.
Fou internacional amb la selecció de futbol de Kuwait amb la qual participà a la Copa del Món de futbol de 1982.
Pel que fa a clubs, destacà a Al-Qadisiya SC.